# ریشارد فن میزس
ریچارد ادلر فن میزس ((به آلمانی: Richard Edler von Mises) آلمانی: [fɔn ˈmi:zəs]) دانشمندی است که در زمینه مکانیک سیالات، دینامیک گازها، علوم هوانوردی، آمار و نظریه احتمالات فعالیت کرده‌است. او برادر لودویگ فن میزس بود.

خود او پیش از مرگش در توصیف کارهایش چنین می‌گوید:
«... تحلیل کاربردی، معادلات دیفرانسیل و انتگرالی، مکانیک، دینامیک گازها و مایعات، هندسه ساخت، ریاضیات احتمالات، آمار و فلسفه.»

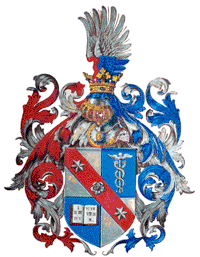
نشان خانوادگی فن میزس